# Deutsche Muslimische Gemeinschaft
Die Deutsche Muslimische Gemeinschaft e. V. (DMG), ehemals Islamische Gemeinschaft in Deutschland e. V. (IGD), ist eine der ältesten muslimischen Organisationen in Deutschland. Die 1958 gegründete Gemeinschaft wird vom deutschen Bundesverfassungsschutz als "wichtigste und zentrale Organisation von Anhängerinnen und Anhängern der „Muslimbruderschaft“ (MB) in Deutschland" charakterisiert.

## Geschichte und Arbeit
Sie wurde als Moscheebaukommission in München gegründet, später in Islamische Gemeinschaft in Süddeutschland und 1982 in Islamische Gemeinschaft in Deutschland e. V. umbenannt. Die IGD ist Gründungsmitglied des Zentralrats der Muslime in Deutschland (1993), des Islamischen Konzil in Deutschland (1989) und der Federation of Islamic Organisations in Europe (1989). Der seit 2002 amtierende Präsident Ibrahim El-Zayat war Vorsitzender der Muslim Studenten Vereinigung in Deutschland e. V. (M.S.V.).
Die IGD hat über die Jahre umfangreiche Publikationen zum Islam in deutscher Sprache herausgegeben, unter anderem auch als Schriftenreihe des von ihr begründeten Zentrums in München. Sie ist darüber hinaus ein Zusammenschluss weiterer Islamischer Zentren in vielen deutschen Städten, unter anderem in Berlin, Nürnberg, Marburg, Frankfurt, Stuttgart, Köln, Münster und Braunschweig.
Die Gemeinschaft unterhält Moscheen und Bildungseinrichtungen und veranstaltet jährlich das Treffen Deutscher Muslime. Ihre Gründungsgeschichte soll auf eine Nähe zur islamistischen Muslimbruderschaft hinweisen. Das „Islamische Zentrum München“, gegründet von Said Ramadan, steht der in Ägypten beheimateten Muslimbruderschaft nahe und vertritt einen streng konservativen Islam.
Die IGD kooperiert mit Islamischen Zentren in Berlin, Bielefeld, Bonn, Bremen, Darmstadt, Dresden, Düsseldorf, Erfurt, Erlangen, Gelsenkirchen, Göttingen, Greifswald, Hannover, Iserlohn, Karlsruhe, Kassel, Kiel, Leipzig, Mainz, München, Plauen, Siegen, Sinsheim, Solingen, Tübingen und Wolfsburg.
Das Islamische Zentrum Aachen spaltete sich 1981 ab, das Islamische Zentrum Köln löste sich 2001 auf.
Die Zeitschrift Al-Islam wurde 1958 von Malik Assmann sowie H. Achmed Schmiede in Köln gegründet und bis 1979 in München von Schmiede weitergeführt. Seitdem ist der Herausgeber Ahmad von Denffer. Inzwischen gibt es nur noch eine Web-Ausgabe. 
2018 änderte die Organisation zum dritten Mal ihren Namen zu Deutsche Muslimische Gemeinschaft e. V. (DMG).
2023 wurden vom Islamischen Zentrum Frankfurt (IZF) in Hessen Spenden für den Bau eines großen Moschee- und Veranstaltungskomplexes in Frankfurt-Griesheim gesammelt. Im Grundbuch einer ersten gekauften Fläche steht aber nicht das IZF, sondern die Deutsche Muslimische Gemeinschaft. Daher besteht der Verdacht, dass Spendenbetrug vorliegt, weil Spender nicht wissen, wer dort Eigentümer ist.

## Beobachtung durch den Verfassungsschutz
Die DMG wird in Deutschland vom Verfassungsschutz beobachtet; die DMG wird als "wichtigste und zentrale Organisation von Anhängerinnen und Anhängern der „Muslimbruderschaft“ (MB) in Deutschland" charakterisiert. Ziel der DMG sei es unter anderem, "gegenüber Politik, Behörden und zivilgesellschaftlichen Partnern als Ansprechpartnerin eines vorgeblich gemäßigten, weltoffenen Islam in Erscheinung zu treten." Die DMG verfolge "an der MB-Ideologie ausgerichtete Strategie der Einflussnahme im politischen und gesellschaftlichen Bereich." Der DMG werden 350 Mitglieder zugerechnet, der Muslimbruderschaft deutschlandweit 1.450.
Der in Kairo wohnhafte langjährige oberste Führer der islamistischen Muslimbruderschaft, Mohammed Mahdi Akef, bezeichnete den damaligen Präsidenten der IGD, Ibrahim El-Zayat, in einem ARD-Fernsehbeitrag als „Chef der Muslimbrüder in Deutschland“. El-Zayat bestritt das.
Am 15. November 2014 veröffentlichte das Kabinett der Vereinigten Arabischen Emirate eine Liste mit 83 dem islamischen Terrorismus zuzurechnenden Organisationen. Als einzige deutsche Organisation findet sich hier die IGD aufgeführt.
Am 23. Januar 2022 wurde die DMG aus dem Zentralrat der Muslime ausgeschlossen.

## Präsidenten
- 1958–1968: Said Ramadan
- 1968–1973: Fazal-i-Yazdani
- 1973–2002: Ali Ghaleb Himmat
- 2002–2010: Ibrahim El-Zayat[18]
- 2010–(?): Samir Falah
- seit (?): Khallad Swaid[11]

## Medien
- Stefan Meining (Regisseur): Zwischen Halbmond und Hakenkreuz. Die unheimliche Allianz von Islamisten, Kalten Kriegern und Ex-Nazis. Ausgestrahlt vom ARD am 19. Juli 2006